# Deugden en ondeugden
Deugden en ondeugden zijn in het christendom verbonden met goede werken en zonden. Ze vormen een dankbaar onderwerp voor de schilderkunst, vooral in kerken (bijvoorbeeld als fresco). De deugden en ondeugden worden in de kunst voorgesteld door gedaanten van vrouwen, die een attribuut dragen, soms door het attribuut alleen. Zowel het aantal deugden als het aantal ondeugden werd door Aristoteles op zeven gesteld. 

## Deugden
De deugden: geloof, hoop, liefde, voorzichtigheid, rechtvaardigheid, standvastigheid en matigheid. De eerste drie worden de goddelijke, de laatste vier de kardinale deugden genoemd. 
Geloof, hoop en liefde worden voorgesteld door het kruis, het anker en het hart. De voorzichtigheid heeft als attribuut een slang, de rechtvaardigheid een weegschaal, de kracht (sterkte) een pantser, schild en zwaard, de matigheid een gestalte met twee schalen: zij giet de vloeistof van de ene schaal in de andere.
Sommige afbeeldingen tonen een ladder met vijftien sporten waarop evenzovele deugden rusten: geduld, zachtmoedigheid, eenvoud, vroomheid, nederigheid, verzaking der wereld, vrijwillige armoede, vrede, goedheid, geestelijke blijdschap, lijdzaamheid, geloof, hoop, standvastigheid en lankmoedigheid. Er zijn nog enige variaties.

## Ondeugden
De zeven ondeugden zijn hoogmoed, afgunst, toorn, luiheid, gierigheid, gulzigheid en onkuisheid. Ze hebben als attribuut respectievelijk de pauw met spiegel of de leeuw, de sperwer, de haan, de uil, de geldbuidel, de kiekendief en de bok. Ze worden in katholieke kerken de zeven hoofdzonden genoemd.
De gedaante van deze vrouwen is altijd wanstaltig, verwaarloosd en onverzorgd. De zeven ondeugden worden soms uitgebreid met de wanhoop, afgoderij, nijd, hardvochtigheid, tweedracht, weerspannigheid, dwaasheid, domheid, lafheid enzovoorts.

## Deugden en ondeugden in de beeldende kunst

### Beeldhouwkunst
Vrijwel in elke stad komen wij beelden tegen van deugden. De bekendste is Vrouwe Justitia waarvan bij veel rechtbanken beelden te bewonderen zijn.

### Schilderkunst
Giotto was een van de vroegste schilders die zowel  deugden als ondeugden vastlegden. In 1302/1303 maakte hij fresco's van deze onderwerpen in de Cappella degli Scrovegni in Padua (stad). Enige tijd later (1338/1339) gebruikte Ambrogio Lorenzetti in het  Palazzo Pubblico in Siena (stad) afbeeldingen van deugden en ondeugden in de fresco's: Allegorie van goed en van slecht bestuur.